# Linea S8 (S-Bahn di Berlino)
La linea S8 (S-Bahn di Berlino) è una delle 15 linee della rete della S-Bahn di Berlino. Essa collega le stazioni di Wildau e Birkenwerder usufruendo delle seguenti linee ferroviarie:
- ferrovia Berlino-Görlitz, aperta nel 1866 ed elettrificata nel 1929,
- Ringbahn, completata nel 1877 ed elettrificata nel 1926,
- Berliner Außenring, completato il 27 novembre 1952 ed elettrificato per la S-Bahn nel 1962,
- un breve tratto della Berliner Nordbahn, aperta il 10 luglio 1877 ed elettrificata l'8 agosto 1925.